# Fernando Ruiz y Solórzano
Fernando Ruiz y Solórzano (ur. 10 października 1904 w Pátzcuaro, zm. 15 maja 1969 na morzu) – meksykański duchowny rzymskokatolicki, arcybiskup jukatański.

## Biografia
Urodził się w biednej rodzinie. Wcześnie osierocony przez ojca, aby utrzymać rodzinę już w wieku 10 lat musiał podjąć pracę zawodową, zatrudniając się w sklepie spożywczym. W 1916 wstąpił najpierw do niższego, a następnie wyższego seminarium duchownego w Morelii. W 1928, w czasie antyklerykalnych prześladowań prezydenta Plutarco Elíasa Callesa i powstania Cristero, seminarium zostało zajęte przez popierających rząd uzbrojonych mężczyzn. Ruiz y Solórzano został na 22 dni uwięziony w ciemnej, małej celi. Miał zostać rozstrzelany, decyzję tę jednak zmieniono przez zabiegi matki i znajomego jego rodziny. Kilka dni po uwolnieniu, 28 marca 1928, otrzymał święcenia prezbiteriatu.
Był rektorem seminarium duchownego w Morelii. W czasie antyklerykalnych prześladowań w 1935 i 1936 seminarium przeniosło się na wieś, stale zmieniając lokalizację z powodu ataków socjalistów. W 1937 zostało całkowicie rozwiązane.
22 stycznia 1944 papież Pius XII mianował go arcybiskupem jukatańskim. 16 kwietnia 1944 przyjął sakrę biskupią z rąk arcybiskupa meksykańskiego Luisa Maríi Martíneza y Rodrígueza. Współkonsekratorami byli arcybiskup Morelii Luis María Altamirano y Bulnes oraz biskup Campeche Alberto Mendoza y Bedolla.
Podczas swojego pontyfikatu skupiał się na odrodzeniu życia religijnego w archidiecezji po latach prześladowań antykatolickich. Erygował nowe parafie. Zwołał II synod diecezjalny. W 1949 koronował Matkę Bożą z Izamal.
Jako ojciec soborowy wziął udział w I i II sesji soboru watykańskiego II. Arcybiskupem jukatańskim był do śmierci 15 maja 1969. Zmarł na pokładzie transatlantyka, płynącego do Neapolu. Jego ciało sprowadzono do Méridy, gdzie został pochowany.